# Зубов Олексій Ілліч
Олексій Ілліч Зубов (нар. 1896, село Благодане Большеглушецької волості Миколаївського повіту Самарської губернії, тепер Самарської області, Російська Федерація — ?) — радянський діяч, відповідальний секретар Каркаралінського повітового комітету РКП(б), прокурор Семипалатинської губернії, начальник політичного відділу Браїловської МТС Жмеринського району Вінницької області, член ВУЦВК. Кандидат у члени ЦК КП(б)У з січня 1934 по січень 1937 року.

## Біографія
Народився в бідній селянській родин. З семирічного віку наймитував, працював у сільському господарстві, був вантажником. До 1916 року працював робітником-водником.
З 1917 по березень 1918 року — співробітник революційного комітету 7-ї російської армії, голова комітету зв'язку армії та військовий комісар частини Червоної гвардії.
Член РСДРП(б) з листопада 1917 року.
З квітня 1918 по листопад 1919 року працював вантажником на транспорті, був червоним партизаном у Сибіру. У 1919 році — уповноважений Сибірського бюро ЦК РКП (б) із організації ревкомів і партійних осередків в Петропавловському повіті.
З листопада 1919 по 1921 рік — відповідальний секретар районних та повітових комітетів РКП(б) у Семипалатинській губернії. У 1921 році — завідувач інформаційно-статистичного підвідділу Семипалатинського губернського комітету РКП(б), відповідальний секретар Каркаралінского повітового комітету РКП(б). З грудня 1921 по 1922 рік — заступник голови Семипалатинської губернської контрольної комісії РКП(б). 
Закінчив чотиримісячну радпартшколу.
У вересні 1922 — серпні 1923 року — прокурор Семипалатинської губернії.
З серпня 1923 року — прокурор при Народному комісаріаті юстиції Казакської АРСР, завідувач відділу загального нагляду та завідувач 2-го підвідділу Народного комісаріату юстиції Казакської АРСР — помічник прокурора Казакської АРСР.
З квітня 1926 року — завідувач відділу торгової інспекції, начальник експортно-імпортного управління Народного комісаріату торгівлі Казакської АРСР. З червня 1927 року працював у сфері державної торгівлі в місті Уральську Казакської АРСР.
До 1933 року — студент Академії зовнішньої торгівлі в Москві. Відкликаний для роботи в Українській СРР.
На 1933—1935 роки — начальник політичного відділу Браїловської МТС Жмеринського району Вінницької області.
Подальша доля невідома.
На 1955—1960 роки — персональний пенсіонер союзного значення в Москві.